# Эль-Хауз (провинция)

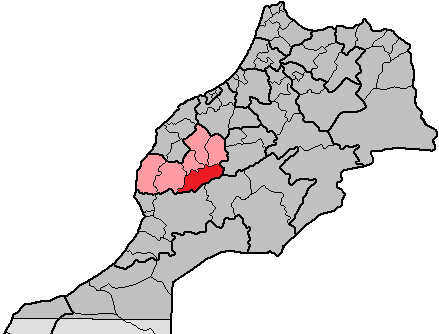

Эль-Хауз (араб. العاااتنت‎) — провинция Марокко, в экономическом районе Марракеш-Сафи. Её население 2004 году составляло 484312 человек.
Площадь — 6.212 км². Столица — Таханнаут. Население на 2014 год — 573 128 человек.

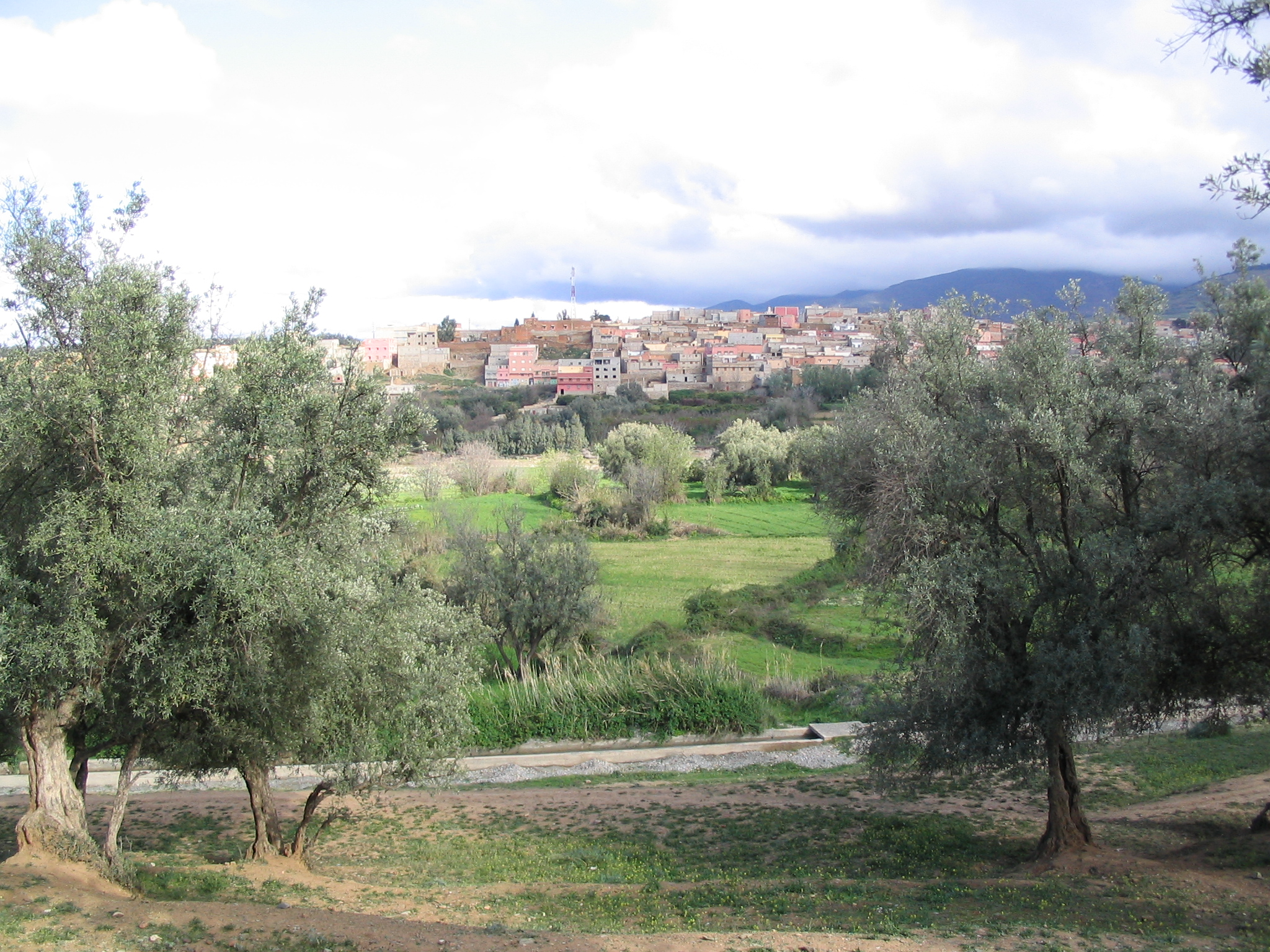
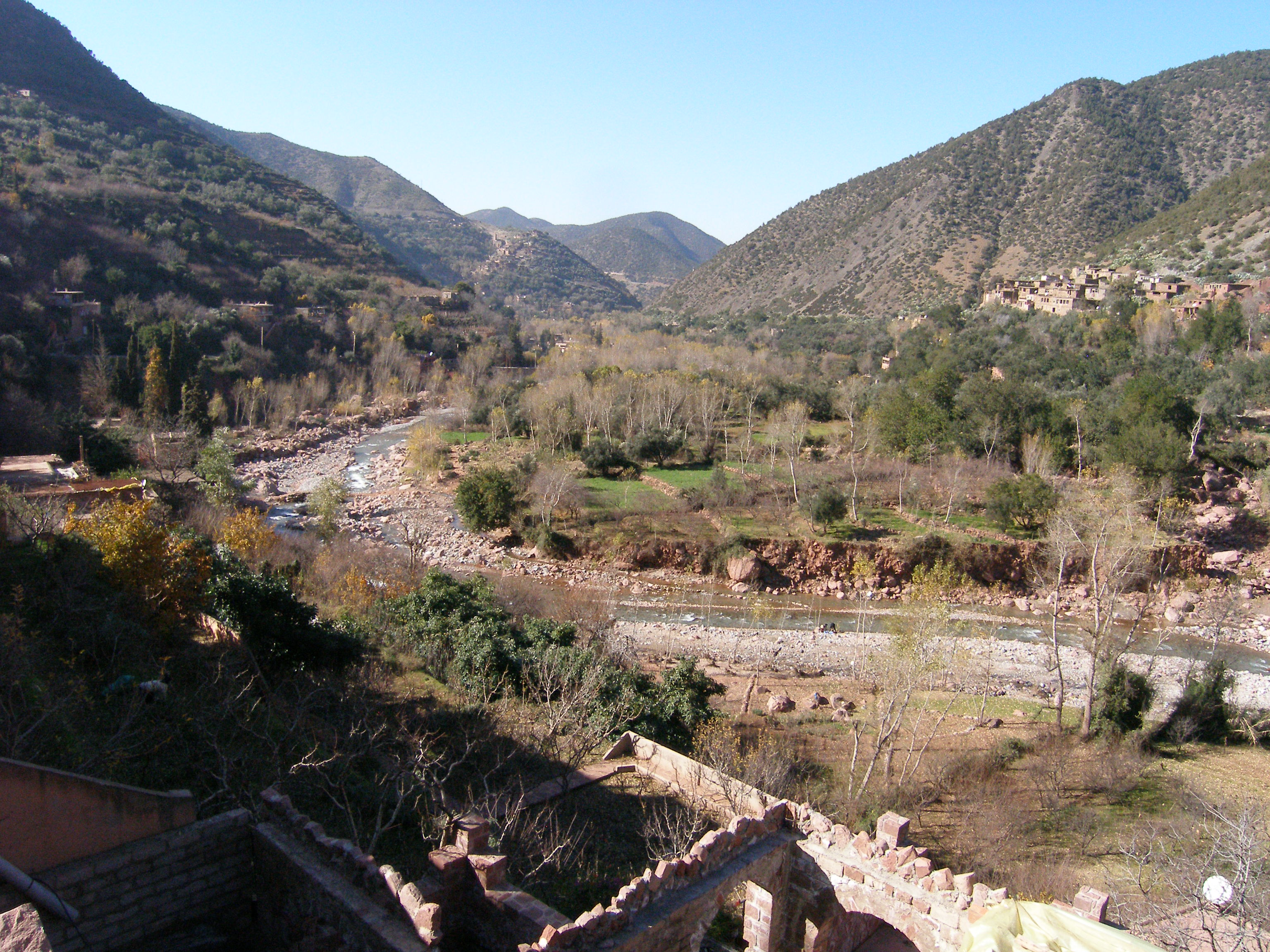
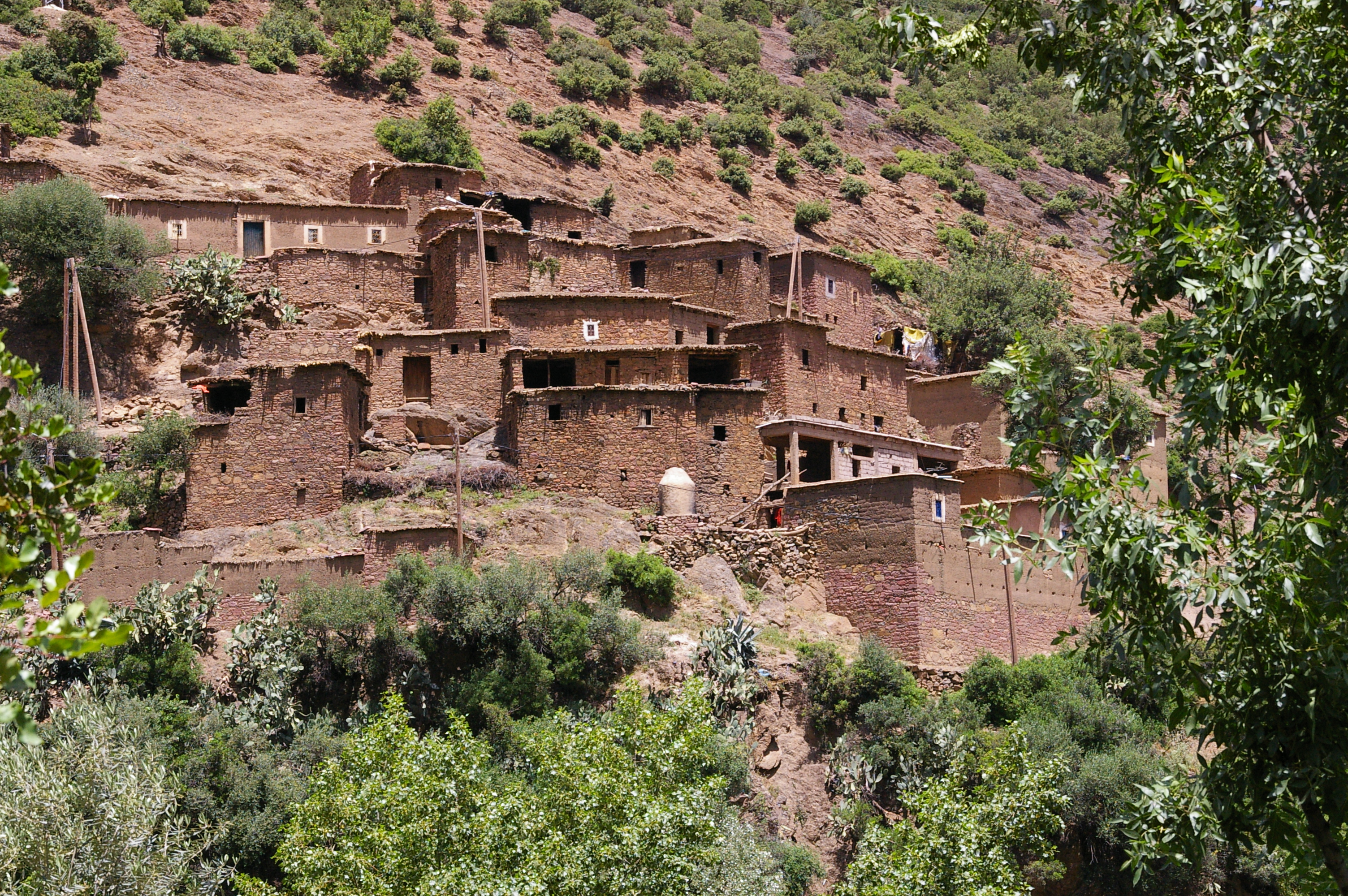
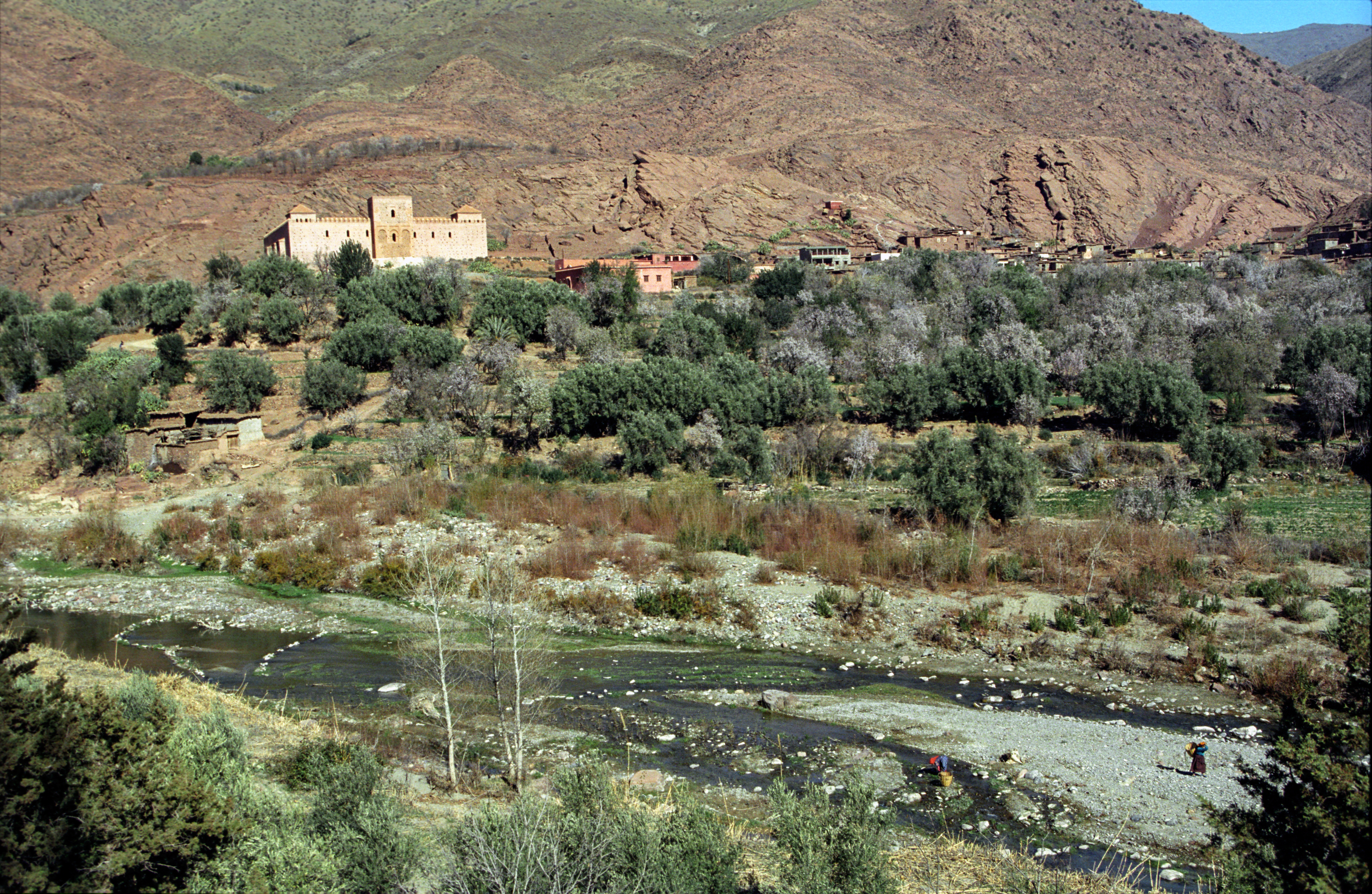
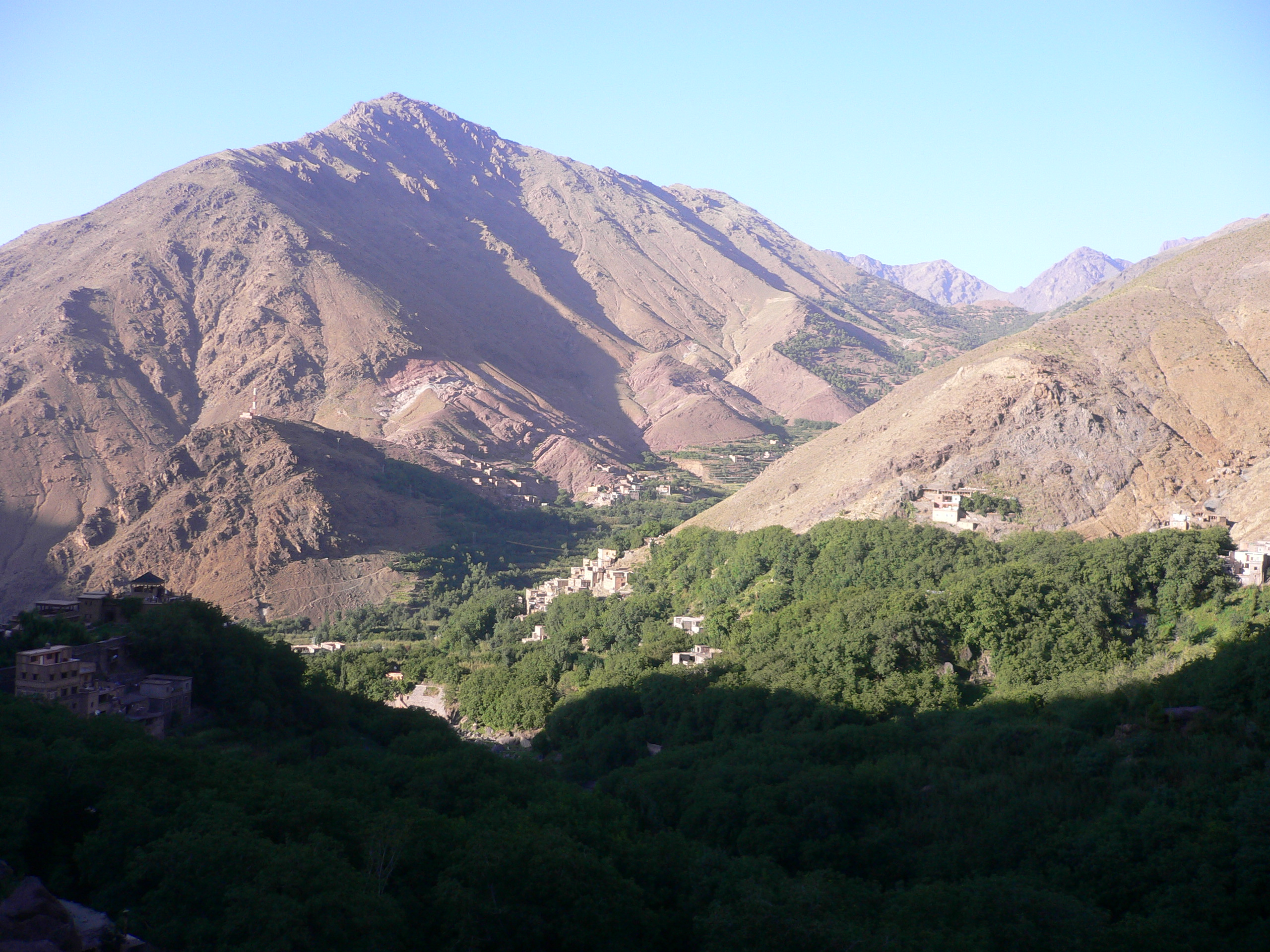
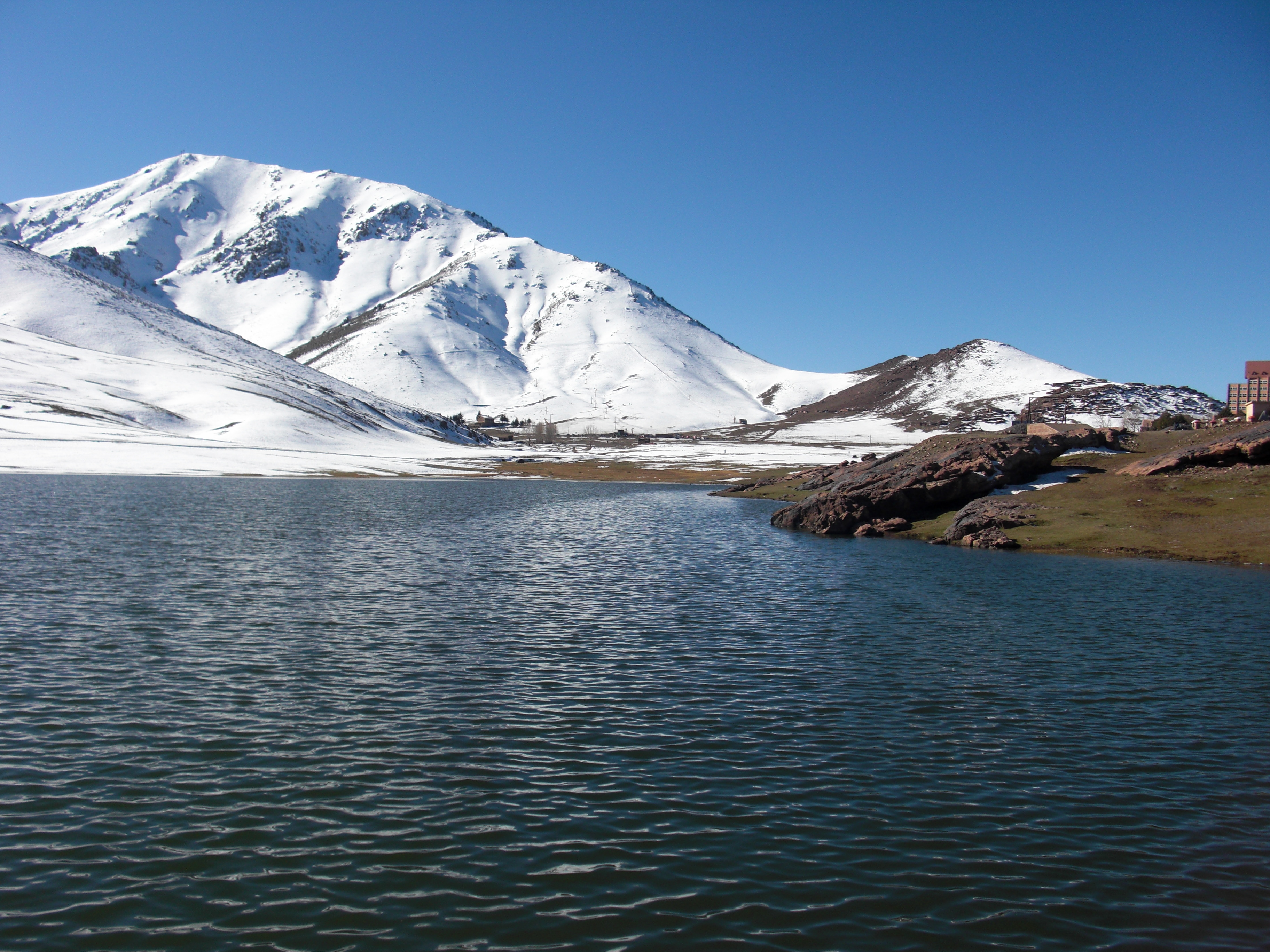

Основные города и поселки:
- Айт Урир
- Амизмиз
- Гмате
- Лалла Такаркуст
- Мулай-Брахим
- Сиди Абдалла Гиат
- Таханнаут
- Тамслоухт